# 啦啦隊

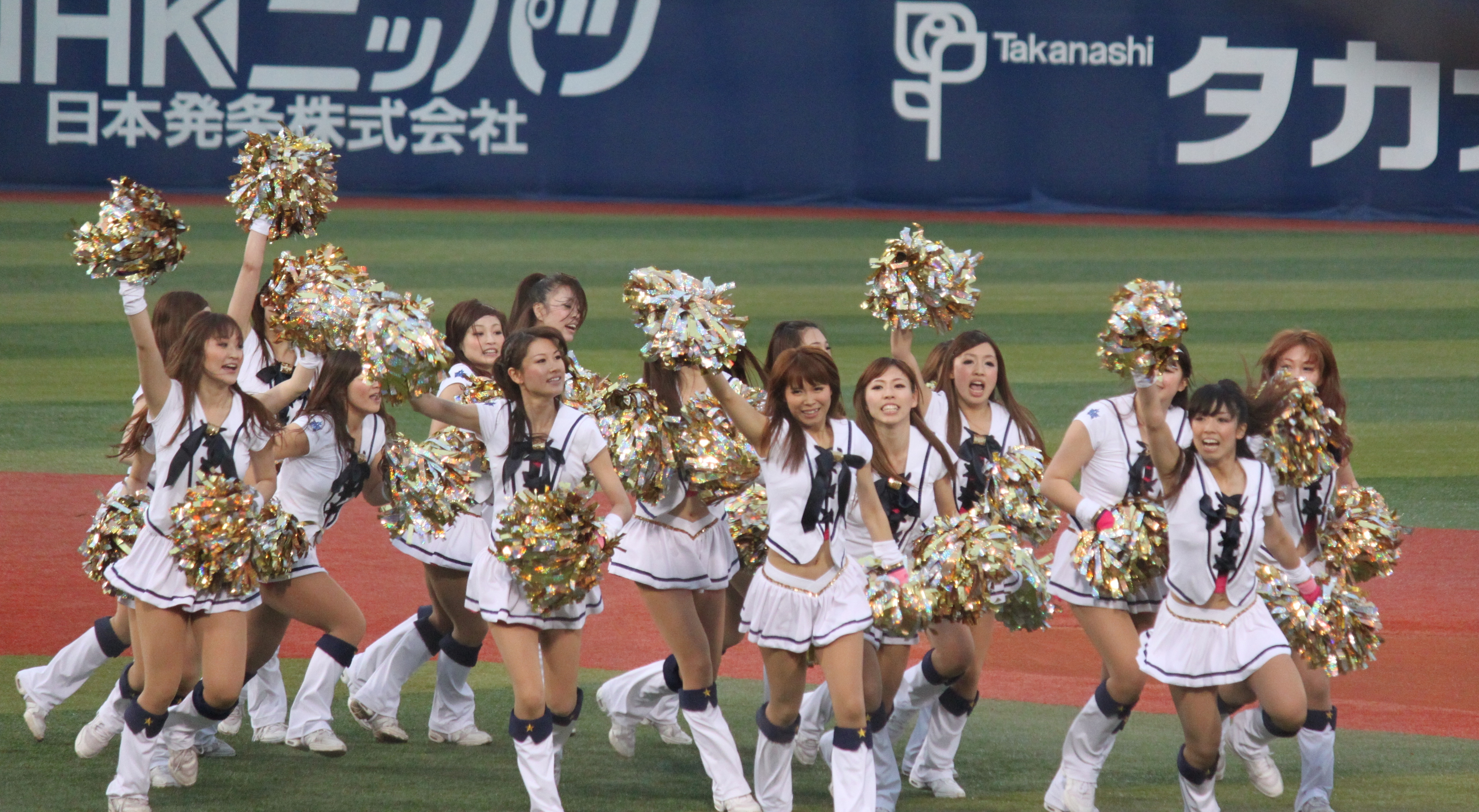
棒球場上揮舞綵球的啦啦隊舞者

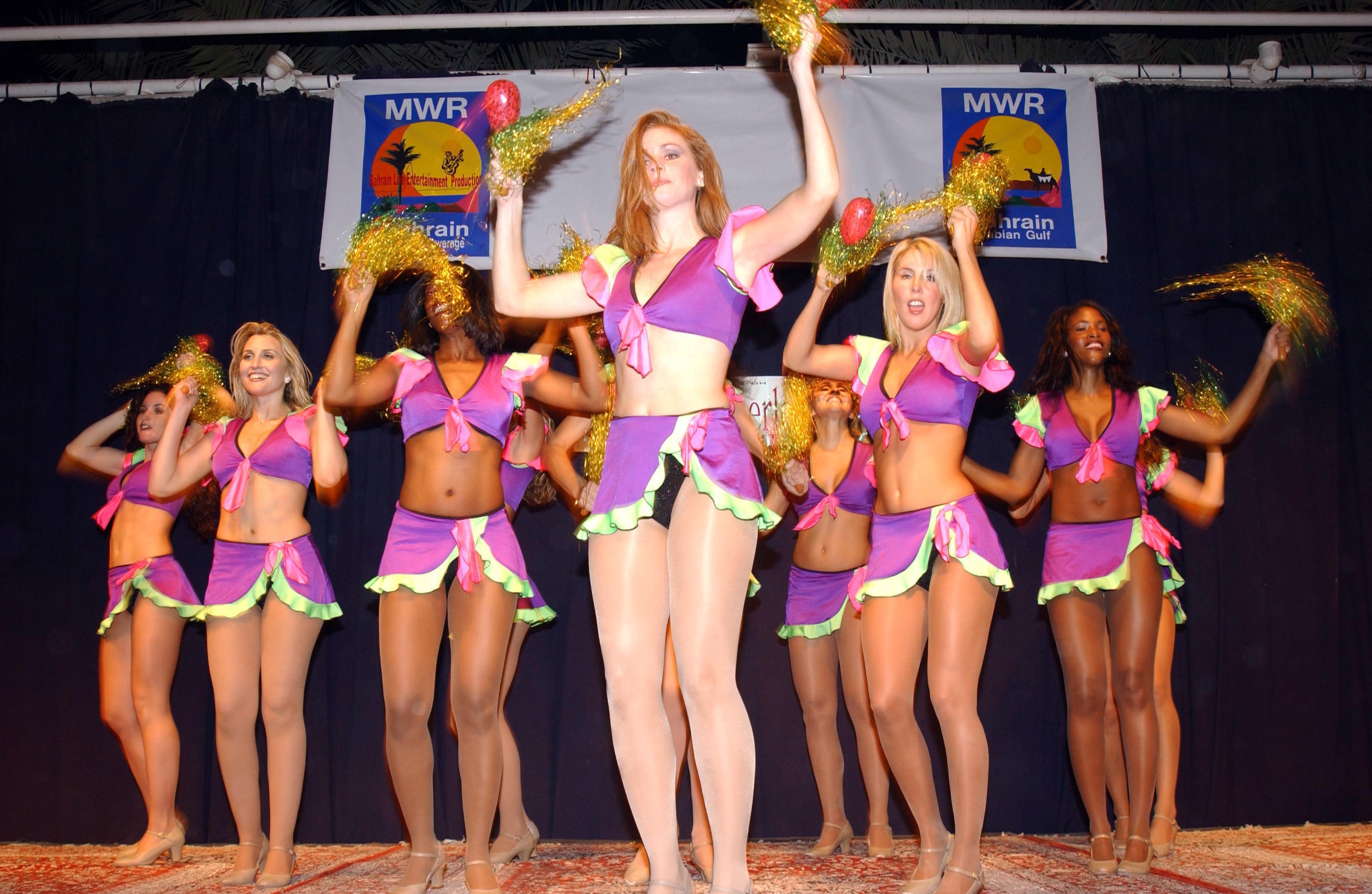
美國华盛顿红皮隊的啦啦隊隊員，於2004年遠赴巴林美国基地參與勞軍

啦啦隊（英語：Game Day Cheerleading）是在競賽活動中，在場邊為參賽者加油、喝彩和打氣的活動隊伍，通常見於大學、高中和專業的運動隊伍，甚至部份的中小學也設有啦啦隊組織。他們打氣的方式，是利用各種道具、口號、加油歌、海報和舞蹈動作，來達到鼓舞士氣的效果。職業體育運動的應援文化中，女性啦啦隊員經常有大量的粉絲關注，如同偶像藝人、模特儿一樣擁有知名度。

## 類型
啦啦隊發展的獨立競賽項目稱為「競技啦啦隊」，兩者都有結合體操、跳躍、特技和舞蹈的肢體動作，但在美國的學校中是屬於分別獨立的組織，競技啦啦隊是參加競賽的運動隊，啦啦隊則是體育場外的舞隊。
運動場上的應援組織稱為「助威團」或「加油團」，台灣職棒文化包括引導觀眾呐喊的志愿人員、場邊演奏的樂隊和帶動氣氛的啦啦隊員。日本和韓國稱為「應援團」，其中日本的應援團員以男性為主，華人地區也有以鑼鼓、舞獅、藝陣助威的加油方式。有些時候，行進樂隊、儀隊、旗隊等團體也可以成為應援隊伍。

## 歷史
現代意義上最早的啦啦隊出現於1880年代的普林斯顿大学，在美式足球賽中，加油的人齊聲大喊「啦—啦—啦，tiger tiger tiger，希—希—希，蹦—蹦—蹦，啊~~~，普林斯頓、普林斯頓、普林斯頓！！」以鼓舞士氣。幾年後，普林斯頓大學的校友湯瑪士‧培伯斯於1884年將這種齊呼加油口號的方式帶到了明尼蘇達大學。但直到1898年，明尼蘇達大學的學生強尼‧坎伯（Johnny Campbell）開始站到最前面，指揮大家一起喊口號，才使他成為第一位正式的啦啦隊長。不久之後，明尼蘇達大學由四位男生組成了 "隊呼小組"。
雖然現代的啦啦隊有九成以上是女生，早期的啦啦隊卻清一色都是男生。1920年代由於女大學生能參與的體育活動不多，開始有女生加入啦啦隊，到了1940年代這種活動反而變成以女生為主了。啦啦隊和比賽種類有關，最常有啦啦隊的運動是美式足球，籃球、棒球等次之。足球和摔跤的場合很少有啦啦隊。